# Mark Sloan
Mark Everett Sloan è stato un personaggio della serie televisiva Grey's Anatomy, interpretato da Eric Dane.

## Descrizione
Mark proviene da un'agiata e distaccata famiglia newyorkese. Orfano di madre, da piccolo diventò amico di Derek Shepherd nonché una sorta di secondo figlio per la sua famiglia; nonostante ciò ebbe una relazione con la sorella di Derek, Nancy. La loro amicizia continuò per tutta l'infanzia fino all'età adulta e Mark fece da testimone al matrimonio tra Derek e Addison Montgomery. Ha studiato medicina e ha scelto due specializzazioni, chirurgia plastica e otorinolaringoiatria; col tempo è diventato uno dei migliori chirurghi della East Coast. Mentre il matrimonio tra Derek e Addison cominciava ad avere i primi problemi, lei e Mark ebbero una relazione e Derek li sorprese mentre avevano un rapporto sessuale.
Dopo che Derek dichiarò la fine sia del matrimonio con Addison sia dell'amicizia con Mark, quest'ultimo e Addison vissero insieme per due mesi durante i quali Addison rimase incinta di suo figlio. Mark inizialmente era eccitato dall'idea della gravidanza, ma lei abortì, pensando che lui non sarebbe stato un buon padre, oltre che a un uomo infedele, e lo lasciò, cercando di ricucire i rapporti con Derek a Seattle.
Professionalmente, Mark è considerato un chirurgo competente e di successo. Alex Karev lo stima e Richard Webber ha dichiarato che aggiungere Mark al Seattle Grace farebbe raddoppiare gli introiti del reparto di chirurgia plastica. Della sua filosofia professionale dice la gente non viene da me per mettere a posto la parte esteriore. Vengono da me per sistemare la parte interiore.
Si descrive sicuro di sé e spesso arrogante ma ha ammesso a Meredith: «il mio psicologo da 400 dollari all'ora dice... dietro questa esteriorità dura e sicura, sono autodistruttivo e mi disgusto a un livello quasi patologico».
Mark ha problemi con l'impegnarsi seriamente nelle relazioni, ha infatti avuto un numero esorbitante di avventure; tra le sue colleghe ha avuto un rapporto sessuale con Addison, con Callie Torres, con Lexie Grey, con Teddy Altman e all'inizio ha flirtato con Meredith. È spesso impaziente e sdegnoso per la responsabilità di insegnare ai tirocinanti, ma è anche intelligente e strategico; è capitato infatti che si servisse degli altri per arrivare ai suoi scopi, come ad esempio utilizzare Meredith in un'operazione, per mostrare come fosse bravo a insegnare.
Nella puntata 8x13 appare nella realtà parallela come soccorritore di Lucille (Lexie, che nella realtà è il suo vero amore), che stava quasi per investire, anche in questa realtà è un dottore e ha una relazione con Addison Shepherd, infatti il bambino che la donna aspetta e che sembrava essere di Derek è suo.
Dopo la sua morte venne cambiato il nome dell'ospedale in cui lavorava in Grey Sloan Memorial, in suo onore e di Lexie Grey.

## Storia del personaggio

### Seconda stagione
Mark arriva a Seattle con l'intenzione di riconquistare Addison e ritornare con lei a New York. Durante la visita, Meredith, Cristina e Izzie discutono il soprannome da affibbiargli; pensano prima a "McSexy" e a "McYummy" (letteralmente: "appetitoso"), ma Meredith poi pensa a "McSteamy" (letteralmente: "erotico", tradotto nella versione italiana come "Dottor Bollore", anche se alla sua prima apparizione è stato tradotto come "Dottor Focoso"). Addison rifiuta l'offerta di Mark e Derek rifiuta le sue scuse, lasciandolo tornare a New York a mani vuote.

### Terza stagione
Ritorna a Seattle quando Addison lo chiama facendo una "transcontinental booty-call", come la descrive lei; ovvero una telefonata con lo scopo di incontrarsi e copulare (nel gergo esatto la pratica è definita soltanto "booty-call"), ma quando egli le chiede di ritornare con lui, ella nuovamente rifiuta. Allora Mark accetta il posto che gli viene offerto al Seattle Grace Hospital da Richard Webber.
Mark non viene accolto caldamente da Addison e Derek (che si sono riconciliati), anche se lui vorrebbe riparare i rapporti con entrambi. Ha una breve relazione con Callie Torres quando lei litiga con suo marito, George O'Malley, e sviluppa un'amicizia con Meredith.
A Mark non piace Seattle, è disturbato dal clima e percepisce la grande differenza con Manhattan.
Sta per lasciare il suo posto al Seattle Grace quando apprende che il primario Richard Webber sta per andare in pensione; il posto di primario sarebbe quindi, a breve, vacante. Entra in competizione con gli altri per il posto, scegliendo strategie diverse. Rimane anche per ricucire i rapporti con Derek e Addison. Quest'ultima lo sfida, dicendogli che se fosse riuscito per sessanta giorni a non copulare gli avrebbe dato un'altra possibilità. Trentadue giorni dopo Mark vede uscire Addison e Alex da uno stanzino, e capisce cosa è successo tra di loro. Ferito, mente ad Addison dicendole che lui ha avuto un rapporto sessuale e ha quindi rotto il patto. Nel frattempo, anche se con Derek il rapporto è ancora duro, fa dei progressi aiutando Meredith dopo il suo annegamento.

### Quarta stagione
La fama del dottor Sloan è essenzialmente legata, oltre che alle sue straordinarie capacità di chirurgo, alla sua natura di "cattivo ragazzo", che vanta una lunga lista di vittime, tra cui tutte le infermiere dell'ospedale.
Proprio per questo motivo Mark nell'episodio 14 della quarta serie "Vincere le paure" è protagonista di un boicottaggio da parte delle infermiere, che per punirlo per il suo carattere da "prostituto" decidono di non prendere parte ai suoi interventi, lasciandolo senza aiuto in sala operatoria. Questo scatena un putiferio in ospedale, poiché il rappresentante sindacale delle infermiere, che "casualmente" risulta essere Adele, la moglie del dott. Webber, arriva con il marito alla conclusione di dover fare dichiarare a tutti i dipendenti dell'ospedale le eventuali relazioni sessuali con dei colleghi, e a metterle per iscritto su un modulo, nero su bianco.
Alla fine della quarta stagione, protagonista di un mirabolante ménage à trois con Callie ed Erica Hahn, Mark aiuta la prima a rendersi conto della propria bisessualità e la spinge a rivelare i propri sentimenti a Erica.

### Quinta stagione
Le due incominciano una relazione, che Mark appoggia con vari consigli appena possibile. Nel frattempo, nel corso della stagione, comincia a provare interesse per la giovane Lexie Grey, sorellastra di Meredith, ma per ordine di quest'ultima è messo in guardia da Derek a stare alla larga dalla ragazza. Lexie, però, terminata la sua infatuazione per George, si interessata al bel dottore e finisce per dichiararsi. I due intraprendono una relazione, all'inizio segreta, ma poco dopo, costretto da Lexie, Mark rivela a Derek di avere una storia con la piccola Grey, per poter vivere il tutto alla luce del sole. Derek però reagisce male, perché aveva appena perso una paziente e comincia a picchiarlo. Dopo un periodo di silenzi e incomprensioni i due faranno pace. 
Successivamente Mark prenderà in considerazione di comprare una casa con Lexie, ma questi finiscono per litigare perché lei, essendo più giovane, non si sente ancora pronta per andare a vivere insieme. Alla fine però si chiariranno, Lexie si convince e va vivere da lui.

### Sesta stagione
Nella sesta stagione, Mark e Lexie vivono la loro storia d'amore in armonia, finché non fa la sua prima apparizione Sloan Riley, una ragazza che dice di essere sua figlia, avuta da una relazione di Mark al liceo. Benché Mark sapesse che la sua ex fidanzata del liceo (Samantha Riley) fosse rimasta incinta, egli non appurò mai se avesse abortito o meno dopo averle lasciato dei soldi per l'operazione.
Nonostante all'inizio il rapporto tra i due sia freddo e distaccato, Mark decide di aiutarla quando Riley gli dice di essere incinta e di non aver altro posto in cui andare. Quando, però, si viene a sapere grazie a un'ecografia di un problema che potrebbe far nascere il bambino di Riley senza arti inferiori, Mark e Lexie rompono la loro relazione proprio perché Mark sceglie la figlia a Lexie e decide di partire con la ragazza a Los Angeles per l'operazione che Addison voleva fare inizialmente quando era venuta al Seattle Grace.
Durante quel viaggio, Mark e Addison passano una notte insieme, che però non porta a nulla.
Fatto ritorno a Seattle, vuole riconquistare Lexie, ma lei gli confessa di essere andata a letto con Alex facendolo arrabbiare molto.
Deluso e ferito, non parla più con Lexie e ogni volta che vede Alex gli dice di andarsene, non sopportandolo. Per cercare di voltare pagina, torna a essere come una volta, un donnaiolo.
Quando Alex e Lexie si mettono ufficialmente assieme, Callie dice a Mark che sa che lui l'ama ancora, allora quella sera Mark si dichiara e chiede a Lexie un'altra possibilità,
però lei gli dice che adesso ha un ragazzo e lui le dice che potrebbe avere un marito.

### Settima stagione
Mark riprende nel corso della settimana stagione la relazione con Lexie col quale sembra aver finalmente ritrovato il rapporto di un tempo. Quando era depresso per lei, dopo la partenza di Arizona, si era però lasciato andare con Callie ad un rapporto sessuale, ma la donna rimane incinta e lui decide di allevare il bambino assieme alle due donne. Dimostra così di essere un padre con un ruolo attivo nella vita di Sophia, Callie e Arizona, lasciandosi nuovamente con Lexie quando quest'ultima viene a sapere del bambino e di essere stata messa per la seconda volta in quella situazione scomoda. 
Soffre quando scopre della relazione di Lexie con Jackson Avery, ma non può non lasciare che lei vada avanti.

### Ottava stagione
Nell'ottava stagione, Mark instaura con Jackson, nonostante lui continui ad uscire con Lexie, un legame di amicizia e lavorativo prendendolo sotto la sua ala, perché quest'ultimo si mostra interessato alla chirurgia plastica. Contemporaneamente conosce Julia, un'oculista carina, simpatica e talentuosa. Così, mentre continua a fare il bravo dottore e padre della sua piccola Sophia, incomincia a frequentarla e si fidanza con lei. Nonostante la relazione duri a lungo e sia vista di buon occhio da tutti lui non si dichiarerà mai pronto a dirle di amarla. Intanto Lexie, dopo essersi lasciata con Jackson, si rende conto di amarlo ancora ed è gelosa della storia che lui ha con Julia. In seguito Mark capisce che anche lui ama ancora Lexie ma questa, nell'ultima puntata dell'ottava stagione, gli morirà tra le braccia, subito dopo che lui le ha confessato il suo amore e che sono fatti l'uno per l'altra.

### Nona stagione
Il personaggio di Mark Sloan è presente solo in due puntate nella nona stagione, infatti a seguito delle gravi ferite riportate durante l'incidente aereo va in coma e dopo trenta giorni viene lasciato morire come da lui richiesto nel suo testamento biologico. Prima di entrare in coma e morire saluterà la figlia e lascerà Julia dicendole di amare ancora Lexie.

### Diciassettesima stagione
Durante la diciassettesima stagione, più precisamente nell'episodio Breathe, Mark Sloan fa ritorno sotto forma di fantasma, nei sogni di Meredith che è in coma. Nell'episodio 17x10 Mark appare affiancato da un altro personaggio amato della serie, nonché la sua anima gemella, Lexie Grey. I due in quella realtà, sono felicemente insieme e fanno da scenario al sogno di Meredith e al termine della puntata entrambi le ricordano che per tutto questo tempo, nonostante la loro morte, le sono sempre stati accanto.